# Uiramutã
Uiramutã is een gemeente in de Braziliaanse deelstaat Roraima. De gemeente telt 7.934 inwoners (schatting 2009). Uiramutã is een verbastering van de inheemse woorden Ireng Mutã (rivier en waterval). De naamgevende plaats ligt langs de Maúrivier.

## Aangrenzende gemeenten
De gemeente grenst aan Normandia en Pacaraima.

### Drielandenpunt
De gemeente grenst met als landsgrens aan de regio Cuyuni-Mazaruni, Potaro-Siparuni en Upper Takutu-Upper Essequibo met het buurland Guyana.
En de gemeente grenst aan de gemeente Gran Sabana in de staat Bolívar met het buurland Venezuela.

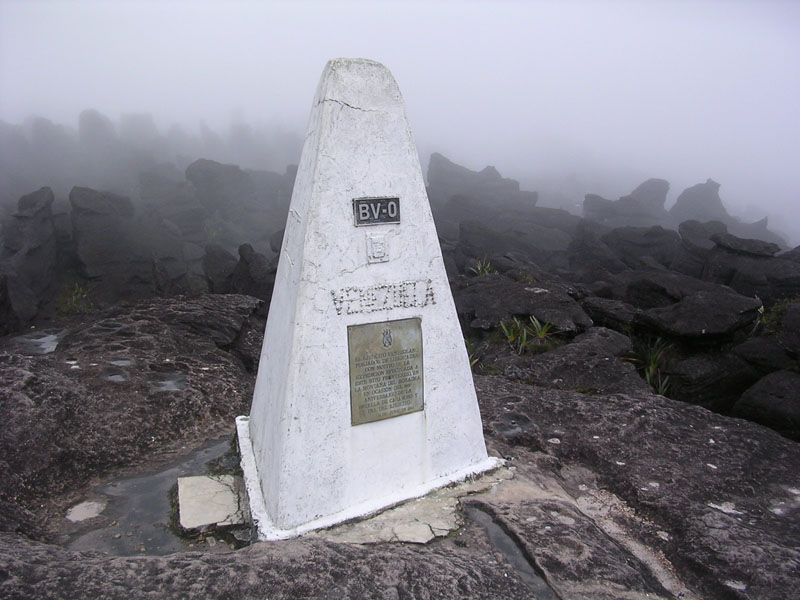
Drielandenpunt van Brazilië, Venezuela en Guyana op de berg Roraima